# Guidismo

Il trifoglio, simbolo del movimento delle guide, come utilizzato oggi dall'AMGE

Il guidismo è un movimento femminile parallelo allo scautismo, nato nel 1910, tre anni dopo il corrispondente maschile fondato da Robert Baden-Powell. All'inizio fu coordinato da sua sorella Agnes, su richiesta di Baden-Powell stesso. Qualche anno dopo, la guida passò a Lady Olave, sua moglie, che fu proclamata Capo Guida del Mondo.

## Associazioni
Fin dai primi anni, il guidismo si è sviluppato nel mondo con la nascita di associazioni nazionali a ritmo pari a quello delle associazioni scout.
Ben presto fu evidente a B.-P. e a Lady Olave la necessità di un organismo internazionale che raggruppasse tutte queste associazioni. Tale associazione si chiama oggi Associazione Mondiale Guide ed Esploratrici (AMGE) che affianca lo scautismo maschile organizzato nell'Organizzazione Mondiale del Movimento Scout (OMMS). Attualmente, l'AMGE ha circa 10 milioni di soci in tutto il mondo.
Nel tempo, la maggior parte delle associazioni scout ha iniziato ad accogliere anche ragazze. Questo non ha fermato la crescita del guidismo, che continua ad occuparsi a livello mondiale di problemi legati alla condizione femminile.
In alcune nazioni, dunque, convivono oggi sia un'associazione scout (aperta a ragazzi e ragazze) che un'associazione di guide (aperta solo alle ragazze). In alcuni casi (ad esempio la Gran Bretagna), l'associazione delle Guide ha più iscritti di quella degli Scout.
In altre nazioni, come ad esempio l'Italia, le associazioni scout e guide si sono fuse per formare delle associazioni miste. Questo è avvenuto nel 1974 per l'Associazione Guide Italiane (AGI) e l'Associazione Scouts Cattolici Italiani (ASCI) che si sono fuse per formare l'Associazione Guide e Scouts Cattolici Italiani (AGESCI) e nel 1976 per il Corpo Nazionale Giovani Esploratori Italiani (CNGEI) fusosi con l'Unione Nazionale Giovani Esploratrici Italiane (UNGEI) per formare il Corpo Nazionale Giovani Esploratori ed Esploratrici Italiani (CNGEI).
Altrove, infine (ad esempio negli USA), sono rimaste due associazioni separate e quella scout accetta solo ragazzi.
In Italia sono membri di AMGE ed OMMS solo l'AGESCI ed il CNGEI.
Nel mondo esistono anche altre associazioni, oltre a quelle appartenenti a AMGE ed OMMS, che dichiarano di ispirarsi al metodo ideato da B.-P.